# William S. Darling
Pour les articles homonymes, voir Darling.
William S. Darling, de son vrai nom Sándorházi Vilmos Béla, est un directeur artistique américain d'origine hongroise né le 14 septembre 1882 à Sándorháza (alors en Autriche-Hongrie) et mort le 15 septembre 1964 à Laguna Beach (Californie).

## Biographie
Vilmos Béla Sándorházi étudie l'architecture et la peinture à l'Académie royale des Beaux-Arts de Budapest et commence une carrière de portraitiste. Il obtient plus tard une bourse pour étudier à l'École nationale supérieure des beaux-arts de Paris, puis émigre en 1910 à New York où il devient un artiste à succès.
Au début des années 1920, il prend le nom de jeune fille de sa femme et s'installe en Californie. Il commence à travailler pour le cinéma, d'abord pour Louis B. Mayer, puis pour William Fox qui le nomme à la tête du département artistique des studios Fox.

## Filmographie partielle
- 1929 : La Garde noire (The Black Watch) de John Ford
- 1930 : Le Beau Contrebandier (Women Everywhere) d'Alexander Korda
- 1930 : Terre commune (Common Clay) de Victor Fleming
- 1930 : A Devil with Women d'Irving Cummings
- 1933 : Cavalcade de Frank Lloyd
- 1934 : La Soirée de Miss Stanhope (Coming Out Party) de John G. Blystone
- 1935 : L'Homme qui fait sauter la banque (The Man Who Broke the Bank at Monte Carlo) de Stephen Roberts
- 1936 : Le Pacte (Lloyd's of London) d'Henry King
- 1936 : White Fang de David Butler
- 1938 : La Mascotte du régiment (Wee Willie Winkie) de John Ford
- 1938 : Patrouille en mer (Submarine Patrol) de John Ford
- 1939 : La Mousson (The Rains Came) de Clarence Brown
- 1939 : Stanley et Livingstone (Stanley and Livingstone) d'Henry King et Otto Brower
- 1939 : Le Brigand bien-aimé (Jesse James) d'Henry King et Irving Cummings
- 1943 : Le Chant de Bernadette (The Song of Bernadette) d'Henry King
- 1943 : Les bourreaux meurent aussi (Hangmen Also Die!) de Fritz Lang
- 1944 : Les Clés du royaume (The Keys of the Kingdom) de John M. Stahl
- 1946 : Anna et le Roi de Siam (Anna and the King of Siam) de John Cromwell
- 1954 : Richard Cœur de Lion (King Richard and the Crusaders) de David Butler

## Distinctions
Oscar des meilleurs décors

### Récompenses
- en 1934 pour Cavalcade
- en 1944 pour Le Chant de Bernadette
- en 1947 pour Anna et le Roi de Siam

### Nominations
- en 1937 pour Le Pacte
- en 1938 pour La Mascotte du régiment
- en 1940 pour La Mousson